# Lorenzo Da Ponte

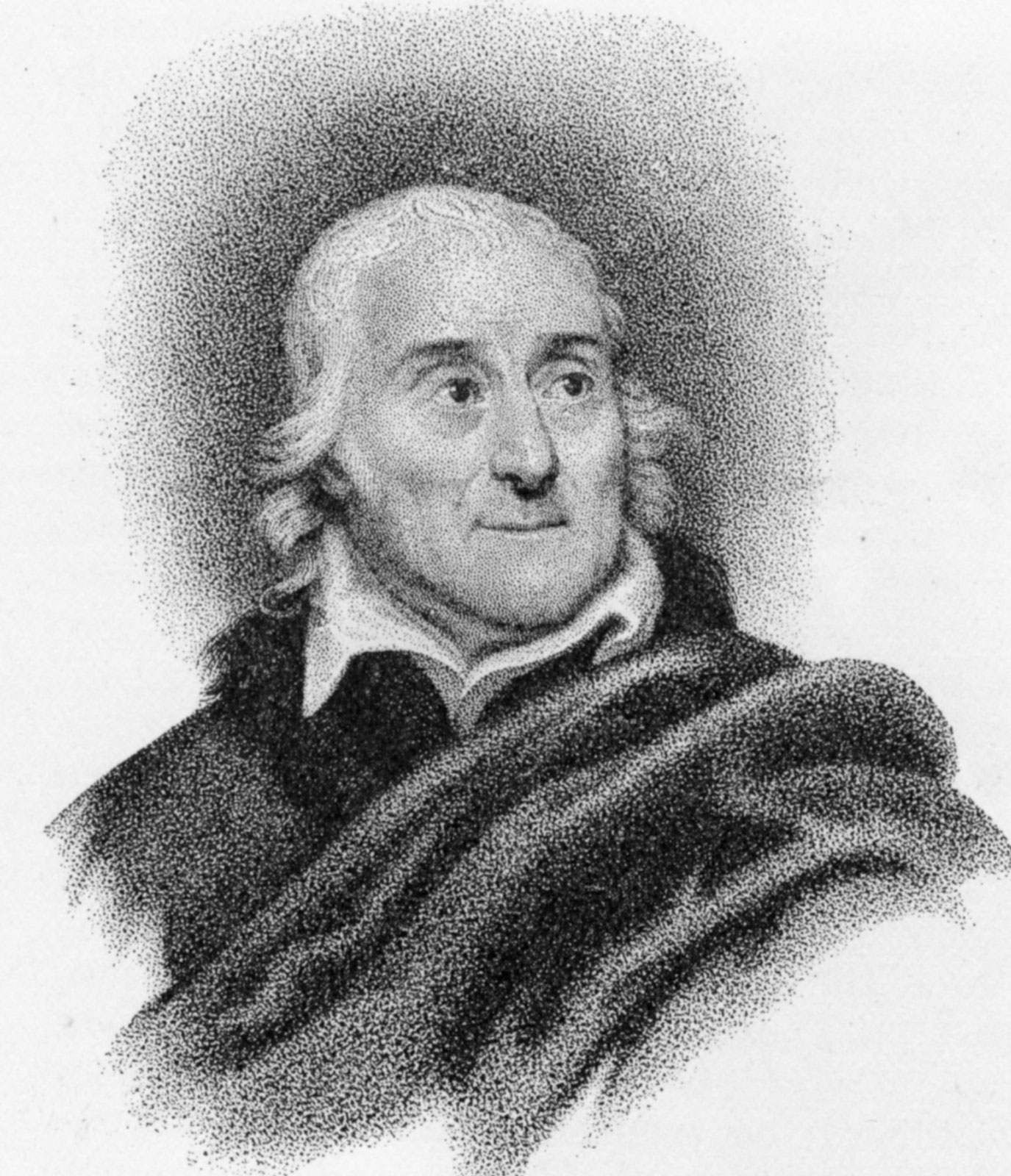
Lorenzo Da Ponte, frühes 19. Jahrhundert
(Michele Pekenino nach Nathaniel Rogers)

Lorenzo Da Ponte, auch Lorenzo Daponte, eigentlich Emmanuele Conegliano (* 10. März 1749 in Cèneda, Republik Venedig; † 17. August 1838 in New York) war ein italienischer Dichter, der unter anderem gegen dreißig Opernlibretti und eine Autobiografie schrieb. Unter Kaiser Joseph II. arbeitete er in Wien mit Salieri, Martín y Soler und Mozart zusammen. Opern, für die Da Ponte das Libretto schrieb, werden als Da-Ponte-Opern bezeichnet.

## Leben
Lorenzo Da Ponte hieß ursprünglich Emmanuele Conegliano. Er nahm seinen neuen Namen an, als sein Vater Geremia, ein Gerber und Lederhändler, im August 1763 mit seinen drei Söhnen aus erster Ehe vom Judentum zum Katholizismus konvertierte, um in zweiter Ehe heiraten zu können. Den Namen übernahm er vom damaligen Bischof von Cèneda, von dem er adoptiert wurde. Konvertierte Juden ließen sich im 18. Jahrhundert in Italien oft von katholischen Geistlichen adoptieren, um in der Gesellschaft aufsteigen zu können.
Da Ponte hatte bis zum Alter von 15 Jahren keinen regelmäßigen Schulunterricht bekommen, als er und sein Bruder Girolamo ins Seminar in Cèneda eintraten. Nach dem Tod des Bischofs von Cèneda im Jahre 1768 blieb Lorenzo zunächst ohne finanzielle Unterstützung und entschloss sich, Priester zu werden. 1769 zog er ins Priesterseminar von Portogruaro, wurde dort 1770 Lehrer für Rhetorik, 1772 stellvertretender Direktor und erhielt im März 1773 die niederen Weihen. Im Herbst desselben Jahres ging er nach Venedig, verliebte sich in eine Patrizierin und wurde 1774 Lehrer für klassische Literatur im nahe gelegenen Treviso. Wegen seiner Ansichten über die Naturgesetze wurde er dort 1776 entlassen. Aus der Republik Venedig wurde Da Ponte am 17. Dezember 1779 wegen Ehebruchs und Konkubinats mit einer verheirateten Frau für 15 Jahre verbannt.

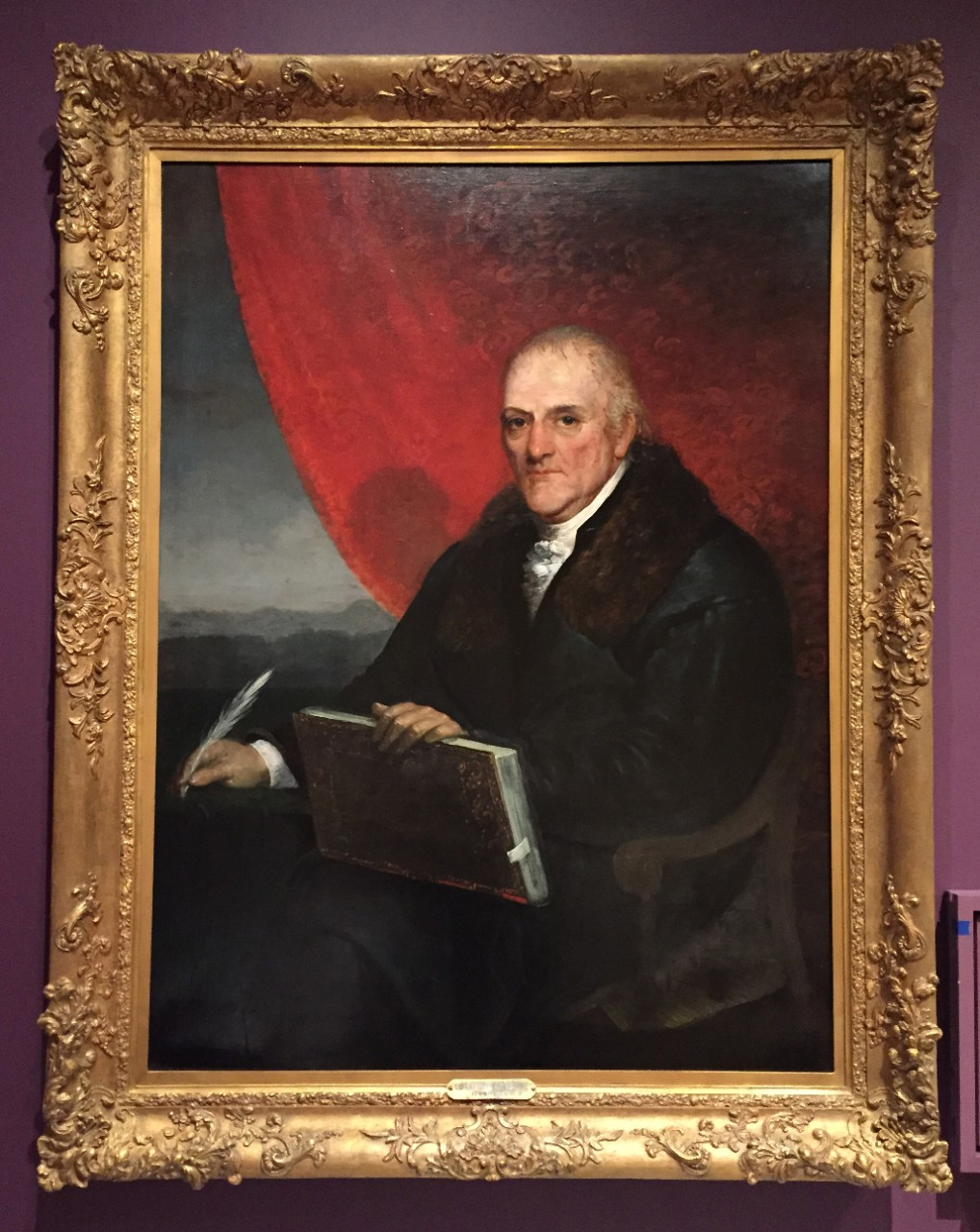
Lorenzo Da Ponte, ca. 1820 (unbekannter Künstler).

1781 kam er auf Vermittlung des Dresdner Hofpoeten Caterino Mazzolà in Kontakt mit Antonio Salieri, der ihm eine Stelle am Hof Kaiser Josephs II. in Wien verschaffte. Von 1783 an arbeitete er dort als Textdichter für das italienische Theater. Seinem Erstlingswerk auf diesem Gebiet – Il ricco d’un giorno für Salieri (1784) – war nur mäßiger Erfolg beschieden. Außerdem verlor er durch einen Säureanschlag, der wegen einer Liebesintrige auf ihn verübt wurde, alle Zähne. Insgesamt legte er etwa 40 Libretti für eine ganze Reihe von Komponisten vor, darunter Axur, re d’Ormus (1788) für Salieri. Berühmt wurde er für seine Texte zu Mozarts Opern Le nozze di Figaro (1786), Don Giovanni (1787) und Così fan tutte (1790). Den größten Publikumserfolg aber hatten bei den Zeitgenossen die Gemeinschaftsarbeiten von Da Ponte und Vicente Martín y Soler Il burbero di buon cuore, Una cosa rara (beide 1786) und L’arbore di Diana (1787).
Unter Josephs Nachfolger Leopold II. verlor Da Ponte Im Frühling 1791 seine Stelle in Wien. Im Herbst 1792 reiste er über Prag (wo er Casanova besuchte) und Dresden nach London. Dort unterrichtete er Italienisch und schrieb Libretti für eine italienische Operntruppe. Von dieser Zeit an war die 20 Jahre jüngere Nancy Grahl die Frau an Da Pontes Seite. 1793 war er am King’s Theatre tätig. Von 1794 bis 1804 sind 28 Premieren von Werken verzeichnet, die auf seine Texte verfasst wurden, darunter La capricciosa corretta (1795) von Martín y Soler.
Ab 1800 bekam Da Ponte Schwierigkeiten mit einigen Gläubigern, weil er sich für Wechsel eines Parlamentariers verbürgt hatte und diese nicht gedeckt waren. Deshalb schickte er seine Familie 1804 nach Amerika, folgte ihr ein Jahr später und ließ sich zuerst in Pennsylvania, später in New York nieder. Er versuchte sich in verschiedenen Geschäftszweigen. So betätigte er sich als Tabak- und Branntweinhändler und hatte einen Obst- und Gemüseladen in der Bowery, bevor er später als Privatlehrer Unterricht in Italienisch erteilte. 1825 wurde er zum Professor für italienische Literatur am Columbia College in New York ernannt und veröffentlichte eine Reihe von Büchern in der eigenen Verlagsbuchhandlung. Seine mehrbändigen Memoiren (Memorie) bieten eine spannende Lektüre von hohem Quellenwert.

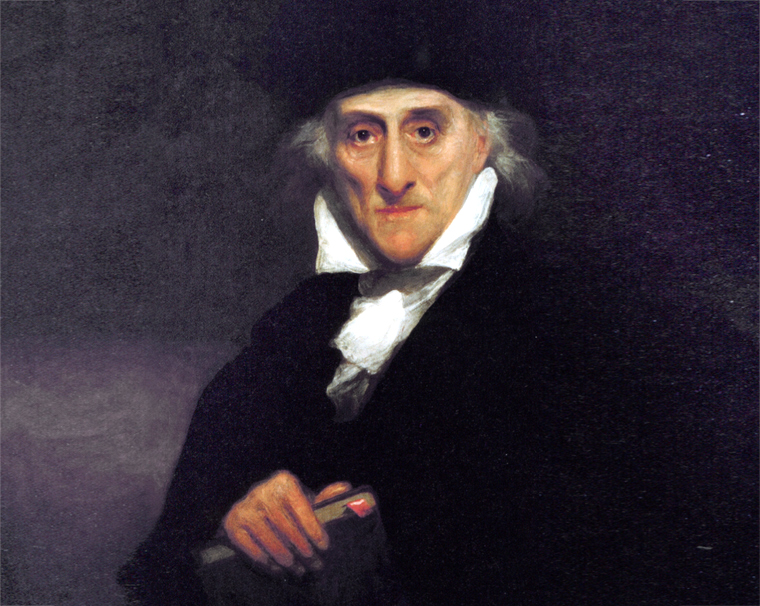
Lorenzo Da Ponte, ca. 1830 (Samuel F. B. Morse zugeschrieben, Ausschnitt).

Ein Höhepunkt von Da Pontes Aufenthalt in den USA war die Aufführung des Don Giovanni im Jahre 1825. Ab 1830 setzte sich der Dichter verstärkt dafür ein, der Oper in Amerika zum Durchbruch zu verhelfen. Er konnte Sponsoren für den Bau des ersten Opernhauses in New York gewinnen. Finanziell rechnete sich dieses jedoch nicht, zumal das Gebäude 1836 abbrannte. Da Pontes Begräbnis wurde 1838 mit großem Pomp in der damaligen St.-Patricks-Kathedrale begangen.
Die herausragende Eigenschaft Da Pontes als Librettist war seine Anpassungsfähigkeit an die Bedürfnisse des jeweiligen Komponisten. Dies zeigt sich besonders in den Texten, die er in der Saison 1787–1788 für Martín y Soler, Mozart und Salieri schrieb. In Le nozze di Figaro ist die politische Botschaft von Beaumarchais’ Vorlage abgemildert, indem verschiedenen Nebenrollen (Bartolo, Marcellina und Basilio) Buffoeigenschaften zugeordnet wurden. Auch in Don Giovanni verwendete Da Ponte das gängige Repertoire der Opera buffa – Verkleidungen, Versteckspiele, Stockschläge –, um die Vorlage von Giuseppe Gazzaniga zu erweitern; teilweise orientierte er sich auch an der Vorlage von Giovanni Bertati, der später sein Nachfolger in Wien wurde. Sein Libretto für Così fan tutte galt im 19. Jahrhundert als frivol und unmoralisch, wird aber heute mit seiner eleganten Diktion, seinem symmetrischen Aufbau und seiner Behandlung ernsthafter menschlicher Fragen innerhalb eines stilisierten, künstlichen Rahmens als sein gelungenstes Werk angesehen.
Im Jahr 1906 wurde in Wien-Landstraße (3. Bezirk) die Dapontegasse nach ihm benannt. 2009 erschien mit Ich, Don Giovanni ein Spielfilm über Da Ponte.

## Werke

### Opernlibretti
| Jahr | Titel                                     | Musik von                            | Anmerkung                                                                                          |
| ---- | ----------------------------------------- | ------------------------------------ | -------------------------------------------------------------------------------------------------- |
| 1783 | Ifigenia in Tauride                       | Antonio Salieri                      | italienische Übersetzung der französischen Oper Iphigénie en Tauride von Christoph Willibald Gluck |
| 1783 | La scuola de’ gelosi                      | Antonio Salieri                      | Neufassung des 1778 entstandenen Librettos von Caterino Mazzolà                                    |
| 1784 | Il ricco d’un giorno                      | Antonio Salieri                      | |
| 1786 | Il burbero di buon cuore                  | Vicente Martín y Soler               | nach der französischsprachigen Komödie Le Bourru bienfaisant von Carlo Goldoni                     |
| 1786 | Il Demogorgone ovvero Il filosofo confuso | Vincenzo Righini                     | |
| 1786 | Il finto cieco                            | Giuseppe Gazzaniga                   | |
| 1786 | Le nozze di Figaro                        | Wolfgang Amadeus Mozart              | nach dem Schauspiel Le Mariage de Figaro von Beaumarchais                                          |
| 1786 | Una cosa rara o sia Bellezza ed onestà    | Vicente Martín y Soler               | nach der Komödie La luna de la Sierra von Luis Vélez de Guevara                                    |
| 1786 | Gli equivoci                              | Stephen Storace                      | |
| 1787 | L’arbore di Diana                         | Vicente Martín y Soler               | |
| 1787 | Il dissoluto punito o sia Il Don Giovanni | Wolfgang Amadeus Mozart              | nach der Oper Don Giovanni Tenorio von Giuseppe Gazzaniga                                          |
| 1788 | Axur, re d’Ormus                          | Antonio Salieri                      | italienische Kontrafaktur der Oper Tarare von Beaumarchais und Antonio Salieri                     |
| 1788 | Il talismano                              | Antonio Salieri                      | nach Carlo Goldoni                                                                                 |
| 1788 | Il Bertoldo                               | Antonio Brunetti                     | |
| 1789 | L’ape musicale                            | verschiedene Komponisten (Pasticcio) | |
| 1789 | Il pastor fido                            | Antonio Salieri                      | nach der gleichnamigen Schäferdichtung von Giovanni Battista Guarini                               |
| 1789 | La cifra                                  | Antonio Salieri                      | |
| 1790 | Così fan tutte                            | Wolfgang Amadeus Mozart              | |
| 1790 | La caffettiera bizzarra                   | Joseph Weigl                         | |
| 1795 | La capricciosa corretta                   | Vicente Martín y Soler               | |
| 1795 | L’isola del piacere                       | Vicente Martín y Soler               | nach L’isola della fortuna von Giovanni Bertati                                                    |
| 1796 | Antigona                                  | Francesco Bianchi                    | |
| 1796 | Il consiglio imprudente                   | Francesco Bianchi                    | |
| 1797 | Merope                                    | Francesco Bianchi                    | |
| 1798 | Cinna                                     | Francesco Bianchi                    | |
| 1802 | Armida                                    | Francesco Bianchi                    | |
| 1803 | La grotta di Calipso                      | Peter von Winter                     | |
| 1804 | Il trionfo dell'amor fraterno             | Peter von Winter                     | |
| 1804 | Il ratto di Proserpina                    | Peter von Winter                     | |

### Texte zu Kantaten, Oratorien etc.
- 1785: Per la ricuperata salute di Ofelia, Musik von Mozart, Salieri und Cornetti
- 1785: Davidde penitente (Autorschaft Da Pontes nicht gesichert), Musik von Mozart
- 1791: Il Davidde, Pasticcio aus Kompositionen verschiedener Meister
- Hymn to America, Musik von Antonio Baglioni

### Schriften
- Memorie di Lorenzo Da Ponte, da Cèneda. Scritte da esso. John Gray + Sons, Nuova Yorka 1823,

2. korrigierte, mit Anmerkungen und um einen Band vermehrte Ausgabe. 1. Band, Teile 1 und 2, Nuova-Jorca 1829 (Digitalisat); 2. Band, Teile 1 und 2, Nuova-Jorca 1829/30 (Digitalisat); 3. Band, Teile 1 und 2, Nuova-Jorca 1830 (Digitalisat). Ausgaben in deutscher Übersetzung 1925 und mehrfach nach 1945 u. a.:
Geschichte meines Lebens – Memoirent eines Venezianers. Aus d. Italien. übertr. u. hrsg. von Charlotte Birnbaum, mit e. Vorw. von Hermann Kesten, Wunderlich, Tübingen 1969. (Parallelausgabe Büchergilde Gutenberg 1969)
Mein abenteuerliches Leben – die Erinnerungen des Mozart-Librettisten. Aus dem Ital. von Eduard Burckhardt. Mit einem Nachw. von Wolfgang Hildesheimer. Diogenes, Zürich 1991, ISBN 978-3-257-01881-3.
Die Geschichte meines Lebens. Übersetzung Charlotte Birnbaum, Nachwort, Werkverzeichnis und Anmerkungen Jörg Krämer.  Insel Verlag, Frankfurt am Main. 2005. ISBN 3-458-34791-7.
- Libretti viennesi, hrsg. v. Lorenzo Della Chà. Fondazione Pietro Bembo/Guanda, Milano 1999, 2 Bde. ISBN 88-8246-060-6.
- Estratto delle Memorie, hrsg. v. Lorenzo Della Chà. Edizioni Il Polifilo, Milano 1999, ISBN 88-7050-438-7.
- Il Mezenzio, hrsg. v. Lorenzo Della Chà. Edizioni Il Polifilo, Milano 2000. ISBN 88-7050-310-0.
- Saggio di traduzione libera di Gil Blas, hrsg. v. Lorenzo Della Chà. Edizioni Il Polifilo, Milano 2002, ISBN 88-7050-461-1.
- Dante Alighieri, hrsg. v. Lorenzo Della Chà. Edizioni Il Polifilo, Milano 2004, ISBN 88-7050-462-X.
- Saggi poetici, hrsg. v. Lorenzo Della Chà. Edizioni Il Polifilo, Milano 2005, ISBN 88-7050-463-8.
- Libretti londinesi, hrsg. v. Lorenzo Della Chà. Edizioni Il Polifilo, Milano 2007, 2 Bde. ISBN 88-7050-464-6.